# Isabelle Sacquet
Isabelle Fagard, née Sacquet en 1967, est une nageuse ainsi qu’une ancienne joueuse française de water-polo.

## Carrière
Avec l'équipe de France féminine de water-polo avec laquelle elle compte 15 sélections, Isabelle Sacquet est médaillée de bronze aux Championnats d'Europe 1989. Elle évolue en club avec les Dauphins de Créteil avec lequel elle est finaliste de la Coupe d'Europe des clubs champions en 1988.
Depuis 2015, elle a rejoint le club des Dauphins de Clermont l’Hérault Salagou Coeur d’Hérault.
En 2022, elle termine 3e du 200m papillon catégorie C7 aux Championnats d’Europe Maîtres se déroulant à Rome.
En 2025, elle obtient le titre de Championne de France au 200m papillon catégorie C7 aux Championnats de France Maîtres à Mulhouse.